# صموئيل روبن
صموئيل روبن (بالإنجليزية: Samuel Ruben)‏ هو كيميائي أمريكي، ولد في 14 يوليو 1900 في هاريسون (نيوجيرسي) في الولايات المتحدة، وتوفي في 16 يوليو 1988 في ميلواوكي في الولايات المتحدة.